# Rhaphidophora dahlii
Rhaphidophora dahlii — вид квіткових рослин із родини Araceae, роду Rhaphidophora. Ця ліана, рідним ареалом цього виду є архіпелаг Бісмарка.